# 歌ネタ王決定戦
歌ネタ王決定戦（うたネタおうけっていせん）は、毎日放送が2013年から2021年まで開催していたお笑いのコンテスト。同局では、決勝の生放送番組も制作していた。

## 概要
披露できるネタを「歌ネタ」に限定したお笑いのコンテスト。主な審査観点は「面白さと音楽性」。「歌ネタ」の範囲・定義に関しては幅広く解釈されている。
このコンテストは、『M-1グランプリ（漫才）』『R-1グランプリ（ピン芸）』『キングオブコント（コント）』に続く賞レースイベントを目指し企画された。一方で、歌ネタ王決定戦事務局の長谷川昌男マネジャーは「先発（前述の先に開催されていたお笑いのコンテスト）には敬意を表したいが、一方で芸人を追い詰めるみたいな大会になっている。歌ネタは気楽に受けられるメリットがある」と、他のお笑いコンテストと異なる点もアピールしている。この意向もあり、エントリーの基準も他の大会に比べて緩やかなもの（詳細は後述）となっている。
大会は準決勝まで全国各地で開催されるが、決勝戦の中継・放送については、原則として関西ローカルに限定。2020年の第8回大会からは、Paravi（MBSが加盟するJNNの基幹局・TBSテレビが運営する動画配信サービス）を通じて決勝戦のライブ配信を実施することによって、関西以外のエリアでも決勝戦を視聴できるようになった。
第1回の決勝戦では、お笑いのプロである「笑いの審査員」5名と、音のプロである「音の審査員」5名で「歌ネタ」を審査していた。第2回以降の決勝戦は審査員をこのように区別していないが、ミュージシャンや演奏家が審査に加わる回もある。

### 変遷
2013年には、1月11日に第1回大会『歌ネタ王決定戦2013 presented by マルハン』の開催を発表するとともに、大会へのエントリー受付を開始した。大会の冠スポンサーはマルハンで、優勝者には賞金500万円を贈呈。
2014年には、MBS漫才アワード（2003年から前年まで毎年1回開催されていた漫才のコンテスト）を終了させることや、MBSが主催するお笑い関連のコンテストを「歌ネタ王決定戦」に集約させることを同局が発表。4月11日には、第2回大会『歌ネタ王決定戦2014』の開催を発表するとともに、大会へのエントリー受付を開始した。マルハンが大会のスポンサーを降板したが、新規の冠スポンサーが付かなかった影響で、大会の規模を前回から縮小。優勝者への賞金も300万円に減額されたが、副賞として、エースコックからスーパーカップ10年分が贈られた。
2015年には、4月24日に第3回大会『歌ネタ王決定戦2015』の開催を発表するとともに、大会へのエントリー受付を開始。優勝者への賞金は300万円で、エースコックからのスーパーカップ10年分に加えて、マンダムからルシード薬用スカルプデオシャンプー10年分が贈呈された。
2016年には、4月1日に第4回大会『歌ネタ王決定戦2016』の開催を発表するとともに、大会へのエントリー受付を開始。優勝者への賞金と副賞は第2回大会と同じだが、優勝者（かまいたち）の冠番組をMBSテレビで制作する権利が加わったため、大会終了後の12月26日には『かまいたちの世界で100万つかいきれ! MILLION ¥ TRAVEL』という特別番組が同局の深夜枠で放送された。
2017年には、4月14日に第5回大会『歌ネタ王決定戦2017』の開催を発表するとともに、大会へのエントリー受付を開始。優勝者への賞金・副賞は前回大会と同じで、優勝者（藤崎マーケット）の冠番組の制作も予定されていたが、実際には制作が見送られた。なお、MBS動画イズムでは決勝戦と並行して、「〜愛と笑いの大応援団 ライブ配信スペシャル〜」（すち子&真也とかまいたちがMCとして決勝戦の舞台裏を伝える特別番組）を配信。決勝戦の放送終了後には、当大会にまつわる「らいよんチャン」（MBSテレビの番組宣伝メインキャラクター）のコスプレ画像をLINE上の「おしゃべり らいよんチャン」アカウントから提供した。提供期間は放送終了から30分間で、優勝者の芸名をトーク画面へ正確に入力することを提供の条件に定めていた。
2018年には、4月13日に第6回大会『歌ネタ王決定戦2018』の開催を発表するとともに、大会へのエントリー受付を開始。優勝賞金は前回大会と同額（300万円）だったが、エースコックから提供される副賞が、焼きそばモッチッチ10年分に変更された。また、LINE LIVEでは決勝戦と並行して、藤崎マーケットのMCによる「裏側スペシャル」のライブ配信を実施した。
2019年には、4月12日に第7回大会『歌ネタ王決定戦2019』の開催を発表するとともに、大会へのエントリー受付を開始。優勝者には前回大会と同額の賞金が贈呈されたが、この大会では副賞の提供を見合わせている。また、LINE LIVEでは決勝戦と並行して、「歌ネタ王決定戦2019 藤崎マーケットのウララインLIVE」のライブ配信を実施した。
2020年には、年頭から日本国内で新型コロナウイルスへの感染が拡大している状況で、7月3日に第8回大会『歌ネタ王決定戦2020』の開催を発表。同日から、大会へのエントリー受付を開始。優勝賞金は前回と同額で、副賞としてエースコックから「すこやか和膳　もち麦麺」10年分を贈呈。ただし、新型コロナウイルスへの感染拡大防止に配慮することが、投稿動画のネタ収録の条件に追加された。決勝戦については、一般の観客を入れない方式（実際には久間田琳加・ゆきりぬ・大関れいかなどの「スタジオゲスト」とWeb映像配信システム経由による20名の「リモート観覧客」が参加）で開催。その一方で、Paraviを通じて決勝戦のライブ配信「歌ネタ王決定戦2020 完全ライブ配信〜2016王者かまいたちがウラもオモテも全てみせます!〜」を初めて実施している。
2021年には、『歌ネタ王決定戦2021 FINAL』の開催を6月12日に発表するとともに、同日から大会へのエントリー受付を開始した。決勝戦では前年に続いて、Paraviでの動画ライブ配信を実施。優勝賞金は300万円で、副賞として大森屋から「バリバリ職人シリーズ」（3種類の味付海苔の詰め合わせ）・竹本油脂から「圧搾純正胡麻油」・エースコックから「ワンタンメン」をそれぞれ1年分贈呈した。

### 大会終了後の動き
お笑いのコンテストとしての開催を終了することが発表された後に、毎日放送の代表取締役社長へ就任した虫明洋一は、コンテスト以外の方法で「歌ネタ」を披露できる機会の確保を考えていることを就任後初めての社長定例会見（7月30日）で明言。『歌ネタ王決定戦2021 FINAL』決勝戦の4日後（2022年10月3日）には、「（コンテストの要素を排した）新たな歌ネタの祭典」と銘打って、『歌ネタFES』（歴代の大会の優勝者・決勝進出者・審査員が参加する事前収録の特別番組）を関西ローカルで15:30 - 17:00に放送した。
2022年には、『紅白歌ネタグランプリ2022』というタイトルの派生番組を、11月23日（水曜日・勤労感謝の日）の20:00 - 21:57に放送。RKB毎日放送が同時ネットを実施したほか、放送の直後からは、本編のアーカイブ動画をTVerで配信している。

## 「歌ネタ」の定義
コンテスト側からは「歌ネタ」の定義に関しては、はっきりと明言されていない。ただし、大会公式サイト内の『漫画劇場〜歌ネタとは?〜』「審査ってどうなってるの」編では「音楽要素があって面白ければOK」と紹介されている。また一方で、同サイト内の大会概要の項には「今、リズムに乗ったネタがおもしろい!」という紹介文があるため、「歌ネタとはリズムに乗ったネタ」としても概ね区別できる。同サイト内では歌ネタの例としてAMEMIYAの「冷やし中華はじめました」、2700の「右ひじ、左ひじ」、嘉門達夫の「替え歌」を挙げている。これらのネタは過去にM-1グランプリ(テツandトモ)、キングオブコント(2700)、R-1ぐらんぷり(AMEMIYA)でも行われたことがある。
公式サイト内の『漫画劇場〜歌ネタとは?〜』「歌ネタって何?」編では、歌ネタに関しては「結構自由なもの」と前置きし、歌ネタで表現できることとして以下の例を挙げている。
- 楽器を使わなくても良い。
- 歌わずにリズムを使ったネタでも良い。
- オリジナルの楽曲でも良いし、替え歌でも良い。
- 歌やリズムを取り入れたモノマネやダンスでも良い。

著作権管理などの関係のため、日本以外の楽曲を使用したネタ（加工・編集）は原則として使用禁止となっている。原曲をモチーフにした替え歌もすべて禁止となる。なお、クラシック系の曲は使用可能。

## 「歌ネタ王」への道のり
※以下は各ラウンドの各年における変更点を中心にまとめる。

### エントリー
出場資格については、プロ、アマ、キャリア、所属事務所は不問。ピン、コンビ、即席ユニット等での出場も可能である（8人以上のグループでの参加は要相談。また、未成年者は親権者の承諾が必要）。
2013年
エントリーフィー（参加費）は1組2,000円。
2014年
エントリーフィー（参加費）は無料。
2015年以降
複数回エントリーが可能。

### 1回戦
ネタ披露時間は2分。
2013年
東京・名古屋・大阪・札幌・福岡の5地区で開催。15人前後のグループに分かれ、結果は即日発表。
2014 - 2016年
エントリー時に投稿された映像を審査し、結果は公式サイトで発表。
2017年以降
前年度の決勝進出者が出場する場合には、シード権として1回戦への参加を免除（準決勝から参加）。

### 準決勝
大阪と東京で開催。ネタ時間は3分。
2013年
結果は『せやねん!』番組内にて発表。10組が決勝戦に進出。
2014年
結果は『ちちんぷいぷい』番組内にて発表。8組が決勝戦に進出。
2015年
結果は公式HPで発表。
2016 - 2019年
結果はLINE LIVEで配信された決勝戦記者会見内で発表。9組が決勝戦に進出。
2020年
結果はLINE LIVEとTwitterで配信。

### 敗者復活
2018年から1枠分設けられている決勝進出枠で、辞退組と決勝進出組を除いた準決勝上位10組を対象に、LINEアプリで投票を実施。投票期間の終盤に対象を投票数の多い上位数組にまで絞り込んだうえで、決勝当日の本戦直前に1組を選出する。ただし、選出・発表の方法は年によって異なる。
2018年
投票期間の終盤に、3組まで絞られた。決勝当日の『ちちんぷいぷい』では、この3組が歌ネタを披露したうえで、エンディングで敗者復活芸人と3組の総得票数を発表した。
2019年
投票期間の終盤に、5組まで絞られた。決勝当日に、この5組による「敗者復活ネタバトル」を開催するとともに、その模様をLINE LIVEで配信。審査員と観客から最も多くの票を得た「敗者復活芸人」を、司会の小籔と後藤が『ミント!』（小籔が金曜日にパネラーとして随時出演する生放送番組）で発表した。なお、前年と違って、総得票数や残りの組の順位は紹介されなかった。
2020年
投票期間の終盤に、3組まで絞られた。決勝当日に、この3組による「敗者復活ネタバトル」を開催。審査員と観客から最も多くの票を得た「敗者復活芸人」を、司会の小籔と後藤が『ミント!』のエンディングで発表した。前年に続いて、総得票数や残りの組の順位は紹介されなかった。
2021年
投票期間の終盤に、3組まで絞られた。決勝当日の『よんチャンTV』（『ちちんぷいぷい』『ミント!』の後継番組）の放送中（17:30 - 17:50）に「敗者復活ネタバトル」を開催。MBSテレビ公式LINEアカウントの登録者による投票（17:50 - 18:30）で最も多くの票を得たうえで、スタッフによる審査でも高い評価を得た「敗者復活芸人」を、同番組のエンディングで小籔と後藤から発表した。ただし、総得票数や残りの組の順位は紹介されなかった。

#### 2018年
| 名前                 | 決勝経験 | 中間 | 上位3 | 結果  |
| -------------------- | -------- | ---- | ----- | ----- |
| トット               | 有り     | 1    | ◯     | 79698 |
| ヤンシー&マリコンヌ  | 有り     | 2    | ◯     | 67579 |
| ラニーノーズ         | 有り     | 3    | ◯     | 52265 |
| スマイル             | 無し     | 4    | ×     |       |
| 三拍子               | 無し     | 5    | ×     |       |
| ゆりやんレトリィバァ | 有り     | 6    | ×     |       |
| 阿佐ヶ谷姉妹         | 有り     | 7    | ×     |       |
| セルライトスパ       | 無し     | 8    | ×     |       |
| てんしとあくま       | 無し     | 9    | ×     |       |
| デルマパンゲ         | 無し     | 10   | ×     |       |

#### 2019年
| 名前                   | 決勝経験 | 上位5 | 結果 |
| ---------------------- | -------- | ----- | ---- |
| 令和喜多みな実         | 無し     | ○     | ○    |
| 四千頭身               | 無し     | ○     | ×    |
| 吉田たち               | 無し     | ○     | ×    |
| パーマ大佐             | 有り     | ○     | ×    |
| スマイル               | 無し     | ○     | ×    |
| ジャパネーズ           | 無し     | ×     |      |
| チョコレートプラネット | 有り     | ×     |      |
| どぶろっく             | 有り     | ×     |      |
| ネイビーズアフロ       | 無し     | ×     |      |
| プラス・マイナス       | 無し     | ×     |      |

#### 2020年
| 名前               | 決勝経験 | 結果 |
| ------------------ | -------- | ---- |
| ジャングルポケット | 無し     | ○    |
| 新作のハーモニカ   | 有り     | ×    |
| ベルサイユ         | 無し     | ×    |

#### 2021年
| 名前                                                                   | 決勝経験 | 結果 |
| ---------------------------------------------------------------------- | -------- | ---- |
| ラブレターズ                                                           | 有り     | 〇   |
| チェリー大作戦                                                         | 無し     | ×    |
| ハイトーン兄弟（パーパー・ほしのディスコ/にゃんこスター・スーパー3助） | 無し     | ×    |

### 決勝戦
ネタ時間は3分、ネタ順は事前に抽選、2回戦制トーナメントを戦い優勝を決める。MBS系列のテレビ局で放送される。主なルールとしては、二段階の勝ち上がり方式を採用。1stステージで3分間の歌ネタを披露。審査員の得点で上位数組が最終ステージに進出する。同点の場合は、準決勝での点数が高い方が上位となる。最終ステージでは、1stステージとは別の歌ネタを3分間披露。同点の場合は、1stステージでの点数が高い方が上位となる。ただし、第3回では「最終ステージで同点だった場合には同時優勝」というルールが適用された。
2013年
14:00 - 15:54にMBSスタジオ in USJから生中継。審査員は「音」5名「笑い」5名の計10名。
- ファーストステージ：審査員10名が一人10点満点で採点し、合計100点満点の上位3組が最終ステージ進出。
- オーディエンス復活枠：サプライズ演出として1stステージで敗退した7組の中から、携帯電話・スマートフォンによる視聴者投票（投票時間は60秒）によって、オーディエンス復活枠1組が決定。上位3組と合わせて最終ステージに進出する。
- 最終ステージ：オーディエンス復活枠がトップバッターをつとめ、ファーストステージ3位、2位、1位の順でネタを披露。審査員10名が一人1票の記名投票制で審査を行い、審査員の投票を最も多く集めた出場者が優勝となる。

2014年
19:56 - 21:54にMBSから生放送。審査員に「音」「笑い」の区別がなくなり、6名となった。また、オーディエンス復活枠が廃止された。
- ファーストステージ：一人100点満点で採点を行い、合計600点満点の上位2組が最終ステージに進出。
- 最終ステージ：ファーストステージ2位、1位の順で改めて披露。改めて600点満点で採点を行い、合計点数が最も高かった出場者が優勝となる。

2015年
審査員の数が5名に変更となった。
- ファーストステージ：一人100点満点で採点を行い、合計500点満点の上位2組が最終ステージに進出。
- オーディエンス復活枠：MC小籔のサプライズという演出でオーディエンス復活枠が復活（投票時間は3分）、上位2組と合わせて最終ステージに進出。
- 最終ステージ：オーディエンス復活枠、ファーストラウンド2位、1位の順でネタ披露。改めて500点満点で採点を行い、合計点数が最も高かった出場者が優勝となる。

2016年
オーディエンス復活枠が再び廃止された。
- ファーストステージ：一人100点満点で採点を行い、合計500点満点の上位3組が最終ステージに進出。
- 最終ステージ：ファーストラウンド3位、2位、1位の順でネタ披露。改めて500点満点で採点を行い、合計点数が最も高かった出場者が優勝となる。

2017年
ファーストステージ・最終ステージでは、前年のルールを踏襲。スペシャルゲストに吉田沙保里を迎えたことから、NTT西日本の技術協力による特別賞「吉田沙保里賞」を新設するとともに、ネタに対する吉田の興奮度を基に算出した得点の最も高かった組に賞金30万円を贈呈した。ちなみに、優勝した組が「吉田沙保里賞」を受賞した場合には、総額で330万円の賞金が授与されることになっていた。

2018年
「LINE賞」を新設、公式LINEアカウントにて投票を行う。OA中受賞者が決定次第、100万円相当の金額がLINE Payによって送金される。ちなみに、「LINE賞」は優勝とのW受賞も可能である。

2019年
「LINE賞」は終了。最終ステージの採点は、全組ネタ終了後に一斉発表となった。

2020年
年頭から新型コロナウイルスへの感染が拡大していることを背景に、初めて一般公募の観客を入れずに開催。Paraviを通じて、動画の全編ライブ配信を実施した。Paraviでは、決勝当日（9月16日）のライブ配信に先駆けて、2017 - 2019年の決勝の模様を収録した動画も同月4日から配信している。

2021年
前年と同じ事情から、一般公募の観客を入れない代わりに、Paraviで動画の全編ライブ配信を実施。

## 決勝戦出演者

### 司会・出場者紹介
| 1 | 小籔千豊 はるな愛 後藤輝基（フットボールアワー） | 福島暢啓（MBSアナウンサー） | -                              | -                   | - | - |
| 2 | 小籔千豊 後藤輝基（フットボールアワー）          | 若本規夫                    | -                              | -                   | - | - |
| 3 | 小籔千豊 後藤輝基（フットボールアワー）          | 若本規夫                    | -                              | -                   | - | - |
| 4 | 小籔千豊 後藤輝基（フットボールアワー）          | 若本規夫                    | -                              | -                   | - | - |
| 5 | 小籔千豊 後藤輝基（フットボールアワー）          | 若本規夫                    | 吉田沙保里 栄和人              | 水谷千重子 八公太郎 |   |   |
| 6 | 小籔千豊 後藤輝基（フットボールアワー）          | 若本規夫                    | -                              | -                   |   |   |
| 7 | 小籔千豊 後藤輝基（フットボールアワー）          | 若本規夫                    | -                              | -                   |   |   |
| 8 | 小籔千豊 後藤輝基（フットボールアワー）          | 若本規夫                    | 久間田琳加 ゆきりぬ 大関れいか | -                   |   |   |
| 9 | 小籔千豊 後藤輝基（フットボールアワー）          | 若本規夫                    | 濱家隆一（かまいたち）         | -                   |   |   |

### 審査員
※表記は座席順。太字は優勝者に投票、または最高得点を付けた審査員。
| 回 | 審査員     | 審査員           | 審査員           | 審査員             | 審査員   | 審査員         |
| -- | ---------- | ---------------- | ---------------- | ------------------ | -------- | -------------- |
| 1  | トミーズ雅 | 関根勤           | ハイヒールリンゴ | ガダルカナル・タカ | 間寛平   | (笑いの審査員) |
| 1  | 天童よしみ | デーモン閣下     | 川井郁子         | 松崎しげる         | Bose     | (音の審査員)   |
| 2  | 清水ミチコ | 間寛平           | オール阪神       | はるな愛           | コロッケ | 志村けん       |
| 3  | 板尾創路   | 清水ミチコ       | 円広志           | オール巨人         | 志村けん |                |
| 4  | 板尾創路   | ハイヒールリンゴ | 大友康平         | 円広志             | ヒロミ   |                |
| 5  | 友近       | 藤井隆           | 陣内智則         | 円広志             | ヒロミ   |                |
| 6  | 友近       | 藤井隆           | 小沢一敬         | 清塚信也           | ヒロミ   |                |
| 7  | くっきー!  | 大久保佳代子     | 藤井隆           | 清塚信也           | ヒロミ   |                |
| 8  | 塙宣之     | 陣内智則         | 藤井隆           | 清塚信也           | ヒロミ   |                |
| 9  | 山内健司   | 岩尾望           | 塙宣之           | 藤井隆             | 清塚信也 | ヒロミ         |

- 他の主なお笑い賞レースの審査員経験があるのは、以下の通り。
  - M-1グランプリ：巨人・塙・岩尾
  - THE MANZAI：関根・志村・巨人
  - R-1ぐらんぷり：寛平・関根・清水・板尾・友近・陣内
  - キングオブコント：山内

## 歴代優勝者
| 回 | 優勝           | 所属事務所                                 | 結成・デビュー | 大会期間                | エントリー | 視聴率 |
| -- | -------------- | ------------------------------------------ | -------------- | ----------------------- | ---------- | ------ |
| 1  | すち子&真也    | よしもとクリエイティブ・エージェンシー大阪 | 2009年         | 2013年1月11日 - 5月18日 | 1289組     | 4.5%   |
| 2  | 手賀沼ジュン   | サンミュージックプロダクション             | 2001年         | 2014年4月11日 - 9月3日  | 1069組     | 9.3%   |
| 3  | 中山功太       | よしもとクリエイティブ・エージェンシー東京 | 2002年         | 2015年4月24日 - 9月9日  | 1223組     | 10.3%  |
| 3  | COWCOW         | よしもとクリエイティブ・エージェンシー東京 | 1993年         | 2015年4月24日 - 9月9日  | 1223組     | 10.3%  |
| 4  | かまいたち     | よしもとクリエイティブ・エージェンシー大阪 | 2004年         | 2016年4月1日 - 9月7日   | 1210組     | 9.2%   |
| 5  | 藤崎マーケット | よしもとクリエイティブ・エージェンシー大阪 | 2005年         | 2017年4月14日 - 9月20日 | 1223組     |        |
| 6  | メンバー       | よしもとクリエイティブ・エージェンシー広島 | 2006年         | 2018年4月13日 - 9月19日 | 1168組     |        |
| 7  | ラニーノーズ   | 吉本興業 大阪                              | 2012年         | 2019年4月12日 - 9月18日 | 1194組     |        |
| 8  | さや香         | 吉本興業 大阪                              | 2014年         | 2020年7月3日 - 9月16日  | 630組      |        |
| 9  | ZAZY           | 吉本興業 東京                              | 2011年         | 2021年6月12日 - 9月29日 |            |        |

## 歴代の決勝結果
- 所属事務所は出場当時。よしもとクリエイティブ・エージェンシーは「よしもとCA」、ソニー・ミュージックアーティスツは「SMA」と表記する。

| 金背景   | 1位通過・優勝      |
| 銀背景   | 2位通過            |
| 銅背景   | 3位通過            |
| 緑背景   | 4位通過            |
| 赤文字   | 審査員別の最高評点 |
| 青文字   | 審査員別の最低評点 |
| 赤太文字 | 全体の最高評点     |
| 青太文字 | 全体の最低評点     |

### 第1回（2013年）
| 順位 | グループ名 所属事務所              | No.  | キャッチコピー                      | ネタ順  | 得点/票数 |
| ---- | ---------------------------------- | ---- | ----------------------------------- | ------- | --------- |
| 優勝 | すち子&真也 よしもとCA大阪         | 580  | 吉本新喜劇で生まれた女と男やさかい! | 5番/3番 | 87点/6票  |
| 2位  | ななめ45° ホリプロコム             | 1023 | 右肩上がりのお笑いトライアングル    | 7番/2番 | 86点/2票  |
| 3位  | 矢野号 よしもとCA大阪              | 308  | 完全無名のダークホース!             | 8番/4番 | 88点/1票  |
| 4位  | どぶろっく 浅井企画                | 61   | 愛と妄想の芸人フォークデュオ!       | 3番/1番 | 85点/1票  |
| 5位  | 2700 よしもとCA東京                | 90   | 動きキレッキレのダンシングマシーン! | 1番     | 85点      |
| 6位  | 嘉門達夫 さくら咲く                | 575  | 心は悪ガキ体は54歳!                 | 9番     | 83点      |
| 7位  | マキタスポーツ オフィス北野        | 1098 | パロディソングの探求者              | 10番    | 82点      |
| 8位  | アイロンヘッド よしもとCA大阪      | 567  | 魅惑のメロディックコント師!         | 2番     | 82点      |
| 9位  | 阿佐ヶ谷姉妹 ASH&Dコーポレーション | 795  | 歌って踊れるアラフォーシスターズ    | 6番     | 81点      |
| 10位 | キンタロー。 松竹芸能東京          | 1101 | 奪え!歌ネタ界のセンターステージ     | 4番     | 80点      |

| ネタ順 | グループ名     | 雅 | 関根 | リンゴ | タカ | 間 | 天童 | 閣下 | 川井 | 松崎 | Bose | 合計 |
| ------ | -------------- | -- | ---- | ------ | ---- | -- | ---- | ---- | ---- | ---- | ---- | ---- |
| 1      | 2700           | 9  | 9    | 8      | 9    | 10 | 8    | 8    | 8    | 7    | 9    | 85   |
| 2      | アイロンヘッド | 8  | 8    | 8      | 8    | 9  | 8    | 8    | 7    | 8    | 10   | 82   |
| 3      | どぶろっく     | 8  | 9    | 9      | 9    | 9  | 8    | 8    | 9    | 9    | 7    | 85   |
| 4      | キンタロー。   | 7  | 7    | 7      | 8    | 9  | 8    | 9    | 9    | 9    | 7    | 80   |
| 5      | すち子&真也    | 8  | 8    | 8      | 9    | 10 | 9    | 8    | 10   | 9    | 8    | 87   |
| 6      | 阿佐ヶ谷姉妹   | 8  | 8    | 8      | 8    | 7  | 8    | 9    | 8    | 9    | 8    | 81   |
| 7      | ななめ45°      | 8  | 8    | 7      | 9    | 9  | 8    | 10   | 9    | 9    | 9    | 86   |
| 8      | 矢野号         | 9  | 9    | 9      | 8    | 9  | 8    | 10   | 9    | 9    | 8    | 88   |
| 9      | 嘉門達夫       | 8  | 8    | 8      | 8    | 8  | 9    | 8    | 9    | 9    | 8    | 83   |
| 10     | マキタスポーツ | 7  | 8    | 9      | 8    | 8  | 8    | 8    | 8    | 9    | 9    | 82   |

| 順位 | グループ名     | pt.   |
| ---- | -------------- | ----- |
| 1    | どぶろっく     | 62430 |
| 2    | 2700           | 29040 |
| 3    | 嘉門達夫       | 16660 |
| 4    | キンタロー。   | 11800 |
| 5    | マキタスポーツ | 11260 |
| 6    | アイロンヘッド | 7870  |
| 7    | 阿佐ヶ谷姉妹   | 3390  |

| ネタ順 | 1st順位 | グループ名  | 雅 | 関根 | リンゴ | タカ | 間 | 天童 | 閣下 | 川井 | 松崎 | Bose | 合計 |
| ------ | ------- | ----------- | -- | ---- | ------ | ---- | -- | ---- | ---- | ---- | ---- | ---- | ---- |
| 1      | 復活枠  | どぶろっく  |    | 〇   |        |      |    |      |      |      |      |      | 1    |
| 2      | 3位     | ななめ45°   |    |      |        |      |    | 〇   | 〇   |      |      |      | 2    |
| 3      | 2位     | すち子&真也 |    |      | 〇     | 〇   | 〇 |      |      | 〇   | 〇   | 〇   | 6    |
| 4      | 1位     | 矢野号      | 〇 |      |        |      |    |      |      |      |      |      | 1    |

備考
- 1stステージの「笑いの審査員」採点1位は2700（45点）、「音の審査員」採点1位はななめ45°（45点）。
- ななめ45°のお笑いのコンテストの決勝進出は、結成13年目で初となる。
- 優勝は吉本新喜劇座員のすっちーと松浦真也によるユニット・すち子&真也。吉本新喜劇座員によるお笑いのコンテストでの優勝は初となる。登場前には、福島が出場者のプロフィールを生出演で紹介する。

### 第2回（2014年）
| 順位 | グループ名 所属事務所                       | 決勝出場歴 | キャッチコピー                                                                   | ネタ順  | 得点        |
| ---- | ------------------------------------------- | ---------- | -------------------------------------------------------------------------------- | ------- | ----------- |
| 優勝 | 手賀沼ジュン サンミュージックプロダクション | 初出場     | （1st）遅れて来たハイスペックミュージシャン（最終）あなたも、逆から、読んでみる? | 8番/2番 | 582点/587点 |
| 2位  | すち子&真也 よしもとCA大阪                  | 2年連続    | （1st）新喜劇から生まれた王者やさかい（最終）2連覇目指す王者やさかい             | 7番/1番 | 573点/582点 |
| 3位  | インスタントジョンソン 太田プロダクション   | 初出場     | 苦節17年!ついにベールを脱いだお笑い三銃士                                        | 6番     | 568点       |
| 4位  | RG&椿鬼奴 よしもとCA東京                    | 初出場     | NO MUSIC NO LIFE                                                                 | 3番     | 565点       |
| 5位  | タブレット純 トップ・カラー                 | 初出場     | ムード歌謡の気弱な王子様                                                         | 5番     | 561点       |
| 6位  | AMEMIYA SMA                                 | 初出場     | 新しい歌ネタはじめました                                                         | 4番     | 556点       |
| 7位  | 馬と魚 よしもとCA大阪                       | 初出場     | 変幻自在のなりきりミュージシャン                                                 | 2番     | 551点       |
| 8位  | 大福 ASH&Dコーポレーション                  | 初出場     | 届け!教科書にのらないメッセージ                                                  | 1番     | 536点       |

| ネタ順 | グループ名             | 清水 | 間  | 阪神 | はるな | コロッケ | 志村 | 合計 |
| ------ | ---------------------- | ---- | --- | ---- | ------ | -------- | ---- | ---- |
| 1      | 大福                   | 90   | 94  | 86   | 88     | 88       | 90   | 536  |
| 2      | 馬と魚                 | 86   | 93  | 90   | 94     | 95       | 93   | 551  |
| 3      | RG&椿鬼奴              | 93   | 96  | 93   | 95     | 94       | 94   | 565  |
| 4      | AMEMIYA                | 92   | 92  | 91   | 97     | 92       | 92   | 556  |
| 5      | タブレット純           | 89   | 94  | 92   | 99     | 93       | 94   | 561  |
| 6      | インスタントジョンソン | 96   | 96  | 95   | 96     | 92       | 93   | 568  |
| 7      | すち子&真也            | 97   | 95  | 95   | 98     | 95       | 93   | 573  |
| 8      | 手賀沼ジュン           | 90   | 100 | 99   | 99     | 99       | 95   | 582  |

| ネタ順 | 1st順位 | グループ名   | 清水 | 間 | 阪神 | はるな | コロッケ | 志村 | 合計 |
| ------ | ------- | ------------ | ---- | -- | ---- | ------ | -------- | ---- | ---- |
| 先攻   | 2位     | すち子&真也  | 95   | 97 | 95   | 99     | 98       | 98   | 582  |
| 後攻   | 1位     | 手賀沼ジュン | 92   | 97 | 99   | 100    | 100      | 99   | 587  |

備考
- 決勝連続出場者は、前回優勝のすち子&真也のみ。最終ステージにも連続進出した。
- 吉本以外の所属芸人で優勝した芸人は手賀沼ジュンのみ。
- 手賀沼ジュンが最終ステージで叩き出した平均点（97.83点）は、大会史上最高記録である。

### 第3回（2015年）
| 順位 | グループ名 所属事務所         | 決勝出場歴 | キャッチコピー                                                                  | ネタ順  | 得点        |
| ---- | ----------------------------- | ---------- | ------------------------------------------------------------------------------- | ------- | ----------- |
| 優勝 | 中山功太 よしもとCA東京       | 初出場     | （1st）地獄を知る男が魅せる芸人の意地（最終）今こそ地獄から這い上がれ!          | 7番/2番 | 473点/476点 |
| 優勝 | COWCOW よしもとCA東京         | 初出場     | （1st）生涯チャレンジャーはあたりまえ!（最終）笑顔と癒しのハーモニー            | 3番/1番 | 467点/476点 |
| 3位  | どぶろっく 浅井企画           | 2年ぶり    | （1st）青春ボーイズ!歌とギターと、時々、スケベ（最終）やっぱり女が好きなんです… | 2番/3番 | 474点/465点 |
| 4位  | バンビーノ よしもとCA大阪     | 初出場     | ダンソン封印 進化するリズムネタ                                                 | 6番     | 459点       |
| 5位  | 田中上野 グレープカンパニー   | 初出場     | 芥川賞作家も認めた画力と詩の化学反応                                            | 1番     | 450点       |
| 6位  | パーマ大佐 太田プロダクション | 初出場     | 抗えない…音楽一家の天才遺伝子                                                   | 4番     | 446点       |
| 7位  | 2700 よしもとCA東京           | 2年ぶり    | 息子よ、目に焼き付けろ!父が輝く奇跡の瞬間を                                     | 8番     | 440点       |
| 8位  | ドドん 浅井企画               | 初出場     | これで負けたら坊主に専念!                                                       | 5番     | 435点       |

| ネタ順 | グループ名 | 板尾 | 清水 | 円 | 巨人 | 志村 | 合計 |
| ------ | ---------- | ---- | ---- | -- | ---- | ---- | ---- |
| 1      | 田中上野   | 92   | 95   | 91 | 87   | 85   | 450  |
| 2      | どぶろっく | 95   | 96   | 96 | 94   | 93   | 474  |
| 3      | COWCOW     | 95   | 90   | 92 | 95   | 95   | 467  |
| 4      | パーマ大佐 | 88   | 90   | 88 | 87   | 93   | 446  |
| 5      | ドドん     | 83   | 88   | 88 | 86   | 90   | 435  |
| 6      | バンビーノ | 93   | 93   | 93 | 85   | 95   | 459  |
| 7      | 中山功太   | 90   | 96   | 96 | 96   | 95   | 473  |
| 8      | 2700       | 83   | 91   | 92 | 85   | 89   | 440  |

| 順位 | グループ名 | 票   |
| ---- | ---------- | ---- |
| 1    | COWCOW     | 7245 |
| 2    | バンビーノ | 3577 |
| 3    | パーマ大佐 | 1405 |
| 4    | 2700       | 1240 |
| 5    | ドドん     | 511  |
| 6    | 田中上野   | 201  |

| ネタ順 | 1st順位 | グループ名 | 板尾 | 清水 | 円 | 巨人 | 志村 | 合計 |
| ------ | ------- | ---------- | ---- | ---- | -- | ---- | ---- | ---- |
| 1      | 復活枠  | COWCOW     | 98   | 93   | 96 | 96   | 93   | 476  |
| 2      | 2位     | 中山功太   | 95   | 96   | 96 | 94   | 95   | 476  |
| 3      | 1位     | どぶろっく | 94   | 94   | 92 | 92   | 93   | 465  |

備考
- どぶろっくと2700は、2回目の決勝進出（最多タイ）。どぶろっくは、最終ステージに2回目の進出（最多タイ）を果たした。
- 大会史上初めて、昨年からの連続出場者が現れなかった。
- 浅井企画は、よしもとC&A以外で初めて複数組の決勝進出。
- 「最終ステージで同点時には同時優勝（何組でも）」というルールが適用され、その結果、COWCOWは敗者復活枠からの唯一の優勝組、中山とCOWCOW多田はR-1ぐらんぷりに続いて個人2冠となった。
- 3人で争う最終ステージで、1位通過（3番手）が優勝できなかったのはこの回のみである。

### 第4回（2016年）
| 順位 | グループ名 所属事務所                   | 決勝出場回数 | キャッチコピー                                                                     | ネタ順  | 得点        |
| ---- | --------------------------------------- | ------------ | ---------------------------------------------------------------------------------- | ------- | ----------- |
| 優勝 | かまいたち よしもとCA大阪               | 初出場       | （1st）走れ!先人が築いたスター街道（最終）スターの切符をつかみ取れ                 | 3番/3番 | 485点/481点 |
| 2位  | ラニーノーズ よしもとCA大阪             | 初出場       | （1st）ツインギターが奏でる新世代のメロディ!（最終）刻め!勝利の新世代ビート        | 9番/1番 | 465点/481点 |
| 3位  | ゆたかな真也は一の介 よしもとCA大阪     | 初出場       | （1st）新喜劇が生んだ!予測不能のトリプル化学反応（最終）奇跡を起こす新喜劇化学反応 | 5番/2番 | 465点/469点 |
| 4位  | どぶろっく 浅井企画                     | 2年連続3回目 | 本気になった無冠の帝王                                                             | 7番     | 462点       |
| 5位  | まとばゆう アミーパーク                 | 初出場       | 新たな歴史を刻む天才エリートピアニスト                                             | 4番     | 461点       |
| 6位  | シャンプーハット・こいで よしもとCA大阪 | 初出場       | テレちゃう男の本気歌                                                               | 2番     | 456点       |
| 7位  | チョコレートプラネット よしもとCA東京   | 初出場       | 小道具で奏でろ!!変幻自在のコントマエストロ                                         | 6番     | 454点       |
| 8位  | 2700 よしもとCA東京                     | 2年連続3回目 | 3度目の正直で真のリズム王へ                                                        | 8番     | 452点       |
| 9位  | トット よしもとCA大阪                   | 初出場       | 響け!歌唄いの漫才師                                                                | 1番     | 446点       |

| ネタ順 | グループ名               | 板尾 | リンゴ | 大友 | 円 | ヒロミ | 合計 |
| ------ | ------------------------ | ---- | ------ | ---- | -- | ------ | ---- |
| 1      | トット                   | 78   | 88     | 94   | 93 | 93     | 446  |
| 2      | シャンプーハット・こいで | 82   | 92     | 92   | 95 | 95     | 456  |
| 3      | かまいたち               | 95   | 96     | 99   | 97 | 98     | 485  |
| 4      | まとばゆう               | 88   | 88     | 96   | 93 | 96     | 461  |
| 5      | ゆたかな真也は一の介     | 85   | 90     | 95   | 96 | 99     | 465  |
| 6      | チョコレートプラネット   | 84   | 87     | 95   | 95 | 93     | 454  |
| 7      | どぶろっく               | 89   | 90     | 96   | 94 | 93     | 462  |
| 8      | 2700                     | 79   | 87     | 97   | 95 | 94     | 452  |
| 9      | ラニーノーズ             | 85   | 91     | 95   | 98 | 96     | 465  |

| ネタ順 | 1st順位 | グループ名           | 板尾 | リンゴ | 大友 | 円 | ヒロミ | 合計 |
| ------ | ------- | -------------------- | ---- | ------ | ---- | -- | ------ | ---- |
| 1      | 3位     | ラニーノーズ         | 95   | 95     | 97   | 98 | 96     | 481  |
| 2      | 2位     | ゆたかな真也は一の介 | 93   | 89     | 97   | 95 | 95     | 469  |
| 3      | 1位     | かまいたち           | 94   | 94     | 98   | 98 | 97     | 481  |

備考
- どぶろっくと2700、個人も含めると松浦真也が最多となる3回目の決勝進出。また、松浦は最多となる3回目の最終ステージ進出を果たした。
- 1stステージでは、ゆたかな真也は一の介とラニーノーズが同点となったが、「準決勝での順位の高かった方が上位となる」というルールが適用され、ゆたかな真也は一の介が2位、ラニーノーズが3位となった。
- 最終ステージでは、かまいたちとラニーノーズが同点となったが、今大会より導入された「1stステージの得点が高かった方が上位となる」というルールが適用され、かまいたちの優勝となった。

### 第5回（2017年）
| 順位 | グループ名 所属事務所               | 決勝出場回数 | ネタ順  | 得点        |
| ---- | ----------------------------------- | ------------ | ------- | ----------- |
| 優勝 | 藤崎マーケット よしもとCA大阪       | 初出場       | 8番/3番 | 469点/465点 |
| 2位  | ナイツ マセキ芸能社                 | 初出場       | 9番/1番 | 452点/463点 |
| 3位  | COWCOW よしもとCA東京               | 2年ぶり2回目 | 1番/2番 | 453点/460点 |
| 4位  | カミナリ グレープカンパニー         | 初出場       | 5番     | 452点       |
| 5位  | ANZEN漫才 浅井企画                  | 初出場       | 3番     | 451点       |
| 6位  | ゆりやんレトリィバァ よしもとCA大阪 | 初出場       | 2番     | 450点       |
| 7位  | パーマ大佐 太田プロダクション       | 2年ぶり2回目 | 7番     | 448点       |
| 8位  | ASH&Dコーポレーション               | 初出場       | 6番     | 443点       |
| 9位  | 霜降り明星 よしもとCA大阪           | 初出場       | 4番     | 443点       |

| ネタ順 | グループ名            | 友近 | 藤井 | 陣内 | 円 | ヒロミ | 合計 |
| ------ | --------------------- | ---- | ---- | ---- | -- | ------ | ---- |
| 1      | COWCOW                | 93   | 90   | 89   | 91 | 90     | 453  |
| 2      | ゆりやんレトリィバァ  | 95   | 92   | 87   | 87 | 89     | 450  |
| 3      | ANZEN漫才             | 93   | 92   | 87   | 89 | 90     | 451  |
| 4      | 霜降り明星            | 91   | 89   | 89   | 85 | 89     | 443  |
| 5      | カミナリ              | 92   | 91   | 88   | 93 | 88     | 452  |
| 6      | ASH&Dコーポレーション | 93   | 89   | 87   | 87 | 87     | 443  |
| 7      | パーマ大佐            | 92   | 91   | 89   | 88 | 88     | 448  |
| 8      | 藤崎マーケット        | 95   | 93   | 93   | 94 | 94     | 469  |
| 9      | ナイツ                | 93   | 93   | 89   | 90 | 87     | 452  |

| ネタ順 | 1st順位 | グループ名     | 友近 | 藤井 | 陣内 | 円 | ヒロミ | 合計 |
| ------ | ------- | -------------- | ---- | ---- | ---- | -- | ------ | ---- |
| 1      | 3位     | ナイツ         | 94   | 93   | 93   | 93 | 90     | 463  |
| 2      | 2位     | COWCOW         | 92   | 95   | 90   | 94 | 89     | 460  |
| 3      | 1位     | 藤崎マーケット | 92   | 94   | 92   | 92 | 95     | 465  |

備考
- COWCOWが通算2回目の決勝進出（優勝経験組としての最多タイ記録）および、通算2回目の最終ステージ進出（コンビとしての最多タイ記録）を達成。最終ステージ3位に終わった一方で、この回から新設された特別賞（吉田沙保里賞）を受賞した。
- ASH&Dコーポレーションは、芸能事務所と同名の同社所属組によるユニット。ザ・ギース、決勝進出経験組の阿佐ヶ谷姉妹とみさわ大福、準決勝進出経験組のラブレターズで構成されており、メンバー7人は決勝進出組では過去最多人数となる。
- 2年ぶりに昨年からの連続出場者が現れなかった。
- 決勝進出者のキャッチコピーが廃止された。
- COWCOWの1stステージネタ披露時に本人達を真似た着ぐるみが登場、ネタ披露時に本人以外が出演したのは初めてである。さらにCOWCOWは大会史上唯一のトップバッターからの最終ステージ進出を果たした。また、同じくCOWCOWの最終ステージネタ披露時に、セット転換のための黒衣と1stステージにも登場した着ぐるみが登場した。
- 1stステージでは、カミナリとナイツが同点になったため、「準決勝での順位の高かった組を上位とみなす」というルールを適用。その結果、ナイツが3位、カミナリが4位になった。

### 第6回（2018年）
| 順位 | グループ名 所属事務所               | 決勝出場回数 | ネタ順  | 得点        |
| ---- | ----------------------------------- | ------------ | ------- | ----------- |
| 優勝 | メンバー よしもとCA広島             | 初出場       | 6番/3番 | 486点/486点 |
| 2位  | どぶろっく 浅井企画                 | 3年ぶり4回目 | 9番/2番 | 483点/481点 |
| 3位  | アイロンヘッド よしもとCA東京       | 5年ぶり2回目 | 8番/1番 | 480点/478点 |
| 4位  | ニッチェ マセキ芸能社               | 初出場       | 7番     | 449点       |
| 5位  | 超新塾 ワタナベエンターテインメント | 初出場       | 5番     | 448点       |
| 6位  | さや香 よしもとCA大阪               | 初出場       | 2番     | 447点       |
| 7位  | アキラ100% SMA                      | 初出場       | 3番     | 441点       |
| 8位  | ミキ よしもとCA大阪                 | 初出場       | 4番     | 437点       |
| 9位  | トット よしもとCA大阪               | 2年ぶり2回目 | 1番     | 430点       |

| ネタ順 | グループ名     | 友近 | 藤井 | 小沢 | 清塚 | ヒロミ | 合計 |
| ------ | -------------- | ---- | ---- | ---- | ---- | ------ | ---- |
| 1      | トット         | 85   | 85   | 88   | 87   | 85     | 430  |
| 2      | さや香         | 88   | 90   | 91   | 89   | 89     | 447  |
| 3      | アキラ100%     | 87   | 92   | 87   | 88   | 87     | 441  |
| 4      | ミキ           | 85   | 84   | 88   | 91   | 89     | 437  |
| 5      | 超新塾         | 88   | 84   | 92   | 92   | 92     | 448  |
| 6      | メンバー       | 100  | 100  | 95   | 95   | 96     | 486  |
| 7      | ニッチェ       | 90   | 88   | 93   | 89   | 89     | 449  |
| 8      | アイロンヘッド | 98   | 98   | 94   | 95   | 95     | 480  |
| 9      | どぶろっく     | 99   | 99   | 94   | 96   | 95     | 483  |

| ネタ順 | 1st順位 | グループ名     | 友近 | 藤井 | 小沢 | 清塚 | ヒロミ | 合計 |
| ------ | ------- | -------------- | ---- | ---- | ---- | ---- | ------ | ---- |
| 1      | 3位     | アイロンヘッド | 96   | 98   | 94   | 93   | 97     | 478  |
| 2      | 2位     | どぶろっく     | 97   | 99   | 95   | 95   | 95     | 481  |
| 3      | 1位     | メンバー       | 99   | 100  | 94   | 95   | 98     | 486  |

備考
- どぶろっくは、最多となる4回目の決勝進出。また、最多タイとなる3回目の最終ステージ進出を果たした。
- 超新塾はメンバー6人であり、ユニットを除くと単独組での過去最多人数となる。
- 新設された敗者復活枠からは、トットが2年ぶり2回目の決勝進出を果たした。
- 2年連続で昨年からの連続出場者が現れなかった。
- メンバーは、優勝と新設されたLINE賞のW受賞を果たした。

### 第7回（2019年）
| 順位 | グループ名 所属事務所                         | 決勝出場回数 | ネタ順  | 得点        |
| ---- | --------------------------------------------- | ------------ | ------- | ----------- |
| 優勝 | ラニーノーズ 吉本興業 大阪                    | 3年ぶり2回目 | 2番/3番 | 473点/481点 |
| 2位  | きつね ホリプロコム                           | 初出場       | 4番/1番 | 470点/475点 |
| 3位  | 友近・ゆりやんレトリィバァ 吉本興業 東京      | 初出場       | 8番/2番 | 470点/471点 |
| 4位  | メンバー 吉本興業 広島                        | 2年連続2回目 | 7番     | 469点       |
| 5位  | お見送り芸人しんいち グレープカンパニー       | 初出場       | 5番     | 467点       |
| 6位  | 新作のハーモニカ ワタナベエンターテインメント | 初出場       | 6番     | 466点       |
| 7位  | ナイツ マセキ芸能社                           | 2年ぶり2回目 | 9番     | 463点       |
| 8位  | 令和喜多みな実 吉本興業 大阪                  | 初出場       | 1番     | 461点       |
| 9位  | 天才ピアニスト 吉本興業 大阪                  | 初出場       | 3番     | 449点       |

| ネタ順 | グループ名                 | くっきー！ | 大久保 | 藤井 | 清塚 | ヒロミ | 合計 |
| ------ | -------------------------- | ---------- | ------ | ---- | ---- | ------ | ---- |
| 1      | 令和喜多みな実             | 95         | 90     | 92   | 92   | 92     | 461  |
| 2      | ラニーノーズ               | 96         | 93     | 94   | 95   | 95     | 473  |
| 3      | 天才ピアニスト             | 92         | 90     | 90   | 90   | 87     | 449  |
| 4      | きつね                     | 93         | 94     | 95   | 95   | 93     | 470  |
| 5      | お見送り芸人しんいち       | 97         | 95     | 92   | 93   | 90     | 467  |
| 6      | 新作のハーモニカ           | 94         | 90     | 93   | 93   | 96     | 466  |
| 7      | メンバー                   | 94         | 93     | 95   | 93   | 94     | 469  |
| 8      | 友近・ゆりやんレトリィバァ | 94         | 94     | 95   | 95   | 92     | 470  |
| 9      | ナイツ                     | 92         | 94     | 96   | 91   | 90     | 463  |

| ネタ順 | 1st順位 | グループ名                 | くっきー！ | 大久保 | 藤井 | 清塚 | ヒロミ | 合計 |
| ------ | ------- | -------------------------- | ---------- | ------ | ---- | ---- | ------ | ---- |
| 1      | 3位     | きつね                     | 96         | 95     | 96   | 93   | 95     | 475  |
| 2      | 2位     | 友近・ゆりやんレトリィバァ | 93         | 93     | 97   | 94   | 94     | 471  |
| 3      | 1位     | ラニーノーズ               | 96         | 95     | 98   | 95   | 97     | 481  |

備考
- 友近は、審査員経験者としては初の決勝進出者となった。
- 令和喜多みな実がLINE投票により敗者復活枠を勝ち取った。
- 1stステージでは、きつねと友近・ゆりやんレトリィバァが同点になったため、「準決勝での順位の高かった組を上位とみなす」というルールを適用。その結果、友近・ゆりやんレトリィバァが2位、きつねが3位になった。
- 準優勝経験者が優勝するのは史上初。ラニーノーズが優勝した一方、同じく準優勝経験者のナイツは1stステージで敗退となった。

### 第8回（2020年）
| 順位 | グループ名 所属事務所                   | 決勝出場回数 | ネタ順  | 得点        |
| ---- | --------------------------------------- | ------------ | ------- | ----------- |
| 優勝 | さや香 吉本興業 大阪                    | 2年ぶり2回目 | 3番/3番 | 462点/463点 |
| 2位  | きつね ホリプロコム                     | 2年連続2回目 | 2番/1番 | 461点/463点 |
| 3位  | うしろシティ 松竹芸能 東京              | 初出場       | 5番/2番 | 461点/457点 |
| 4位  | SAKURAI SMA                             | 初出場       | 6番     | 459点       |
| 5位  | こがけん 吉本興業 東京                  | 初出場       | 9番     | 456点       |
| 6位  | アイロンヘッド 吉本興業 東京            | 2年ぶり3回目 | 4番     | 456点       |
| 7位  | お見送り芸人しんいち グレープカンパニー | 2年連続2回目 | 8番     | 445点       |
| 8位  | 五次元のシャボン玉 吉本興業 大阪        | 初出場       | 7番     | 445点       |
| 9位  | ジャングルポケット 吉本興業 東京        | 初出場       | 1番     | 438点       |

| ネタ順 | グループ名           | 塙 | 陣内 | 藤井 | 清塚 | ヒロミ | 合計 |
| ------ | -------------------- | -- | ---- | ---- | ---- | ------ | ---- |
| 1      | ジャングルポケット   | 88 | 88   | 85   | 85   | 92     | 438  |
| 2      | きつね               | 92 | 91   | 95   | 89   | 94     | 461  |
| 3      | さや香               | 93 | 90   | 93   | 91   | 95     | 462  |
| 4      | アイロンヘッド       | 94 | 87   | 96   | 86   | 93     | 456  |
| 5      | うしろシティ         | 91 | 89   | 96   | 92   | 93     | 461  |
| 6      | SAKURAI              | 93 | 86   | 96   | 92   | 92     | 459  |
| 7      | 五次元のシャボン玉   | 91 | 85   | 93   | 85   | 91     | 445  |
| 8      | お見送り芸人しんいち | 94 | 86   | 90   | 86   | 89     | 445  |
| 9      | こがけん             | 91 | 89   | 94   | 89   | 93     | 456  |

| ネタ順 | 1st順位 | グループ名   | 塙 | 陣内 | 藤井 | 清塚 | ヒロミ | 合計 |
| ------ | ------- | ------------ | -- | ---- | ---- | ---- | ------ | ---- |
| 1      | 3位     | きつね       | 95 | 90   | 94   | 90   | 94     | 463  |
| 2      | 2位     | うしろシティ | 92 | 92   | 93   | 88   | 92     | 457  |
| 3      | 1位     | さや香       | 94 | 93   | 92   | 89   | 95     | 463  |

備考
- 前年の大会で決勝に進出したナイツの塙宣之が、審査員に初めて名を連ねた。また、新型コロナウイルスへの感染防止策の一環として、決勝の観覧者をスタジオゲストと「リモート観覧者」に限っていた（全員女性）。
- 五次元のシャボン玉は、爆ノ介とてんしとあくま・かんざきが今大会のために結成したユニット。
- ジャングルポケットが敗者復活ネタバトルにより敗者復活枠を勝ち取った。
- 1stステージで同点が3回発生した。「準決勝での順位の高かった組を上位とみなす」というルールを適用し、うしろシティ、こがけん、お見送り芸人しんいちがそれぞれ上位となった。
- 大会史上唯一、ネタ順6番目以降のグループが最終ステージに進出できなかった。
- 最終ステージではきつねとさや香が同点になったため、「1stステージでの順位の高かった組を上位とみなす」というルールを適用し、さや香が優勝となった。
- きつねは、大会初の2年連続準優勝。1stステージでは、出番の直前に発生した（自身のネタと関係のない）音響機材のトラブルで出番が当初の予定より遅れながらも、決勝ステージへの進出を果たした。

### 第9回（2021年）
| 順位 | グループ名 所属事務所                             | 決勝出場回数 | ネタ順  | 得点        |
| ---- | ------------------------------------------------- | ------------ | ------- | ----------- |
| 優勝 | ZAZY 吉本興業 東京                                | 初出場       | 9番/3番 | 570点/580点 |
| 2位  | ダブルヒガシ 吉本興業 大阪                        | 初出場       | 5番/2番 | 570点/567点 |
| 3位  | こがけん 吉本興業 東京                            | 2年連続2回目 | 8番/1番 | 568点/554点 |
| 4位  | メンバー 吉本興業 広島                            | 2年ぶり3回目 | 6番     | 566点       |
| 5位  | ミクミクサイダー 松竹芸能                         | 初出場       | 4番     | 561点       |
| 6位  | アイロンヘッド 吉本興業 東京                      | 2年連続4回目 | 2番     | 556点       |
| 7位  | ホーリーオーギー 太田プロダクション・ホリプロコム | 初出場       | 7番     | 555点       |
| 8位  | ラブレターズ ASH&Dコーポレーション                | 初出場       | 1番     | 541点       |
| 9位  | きつね ホリプロコム                               | 3年連続3回目 | 3番     | 540点       |

| ネタ順 | グループ名       | 山内 | 岩尾 | 塙 | 藤井 | 清塚 | ヒロミ | 合計 |
| ------ | ---------------- | ---- | ---- | -- | ---- | ---- | ------ | ---- |
| 1      | ラブレターズ     | 92   | 88   | 87 | 92   | 92   | 90     | 541  |
| 2      | アイロンヘッド   | 95   | 91   | 91 | 95   | 91   | 93     | 556  |
| 3      | きつね           | 88   | 89   | 90 | 95   | 87   | 91     | 540  |
| 4      | ミクミクサイダー | 93   | 90   | 94 | 96   | 94   | 94     | 561  |
| 5      | ダブルヒガシ     | 97   | 95   | 95 | 96   | 92   | 95     | 570  |
| 6      | メンバー         | 93   | 96   | 96 | 95   | 93   | 93     | 566  |
| 7      | ホーリーオーギー | 90   | 93   | 94 | 94   | 90   | 94     | 555  |
| 8      | こがけん         | 95   | 96   | 96 | 94   | 92   | 95     | 568  |
| 9      | ZAZY             | 99   | 93   | 95 | 95   | 94   | 94     | 570  |

| ネタ順 | 1st順位 | グループ名   | 山内 | 岩尾 | 塙 | 藤井 | 清塚 | ヒロミ | 合計 |
| ------ | ------- | ------------ | ---- | ---- | -- | ---- | ---- | ------ | ---- |
| 1      | 3位     | こがけん     | 90   | 92   | 90 | 94   | 95   | 93     | 554  |
| 2      | 2位     | ダブルヒガシ | 92   | 94   | 95 | 97   | 94   | 95     | 567  |
| 3      | 1位     | ZAZY         | 94   | 93   | 99 | 98   | 97   | 99     | 580  |

備考
- 審査員が第2回以来の6人体制となった。
- ホーリーオーギーは、太田プロダクション所属のパーマ大佐、ワールドヲーターとホリプロコム所属のアイドル鳥越のユニットであり、メンバーの所属事務所が異なるユニットとしては初の決勝進出となった。
- ラブレターズが敗者復活ネタバトルにより敗者復活枠を勝ち取った。
- 昨年からの連続出場組が最多の3組となった。
- 2年連続できつねの出番の直前に（自身のネタと関係のない）トラブルが発生した。
- 1stステージでは、ダブルヒガシとZAZYが同点になったため、「準決勝での順位の高かった組を上位とみなす」というルールを適用。その結果、ZAZYが1位、ダブルヒガシが2位になった。
- 6年連続で1stステージ1位通過者が優勝した。
- この回をもって大会が終了した。

## 準決勝進出者
| - プラスマイナス兼光貴史（現: プラス・マイナス兼光タカシ） - ケチン・ダ・コチン - 湘南デストラーデ - 梅小鉢 - ANZEN漫才 - カナリア - 小島よしお - AMEMIYA - どぶろっく | - 岸学 - どんぴしゃ - 2700 - ミステリーウーマンfeat.卍 - マザーテラサワ - 真空ジェシカ - アメリカザリガニ - 天の川 - インスタントジョンソン | - サイクロンZ - マンTENブラザーズ - ぶらっくさむらい - やさしい雨 - アップダウン | - シンポジウム - ロコモコボンゴ! | - 矢野号 - 天使と悪魔 - ZAZY - 歌歌ちゃん | - 土肥ポン太 - スーパーマラドーナ - おいでやす小田 - ナカノアンドデンジャラース - みなみのしま - 桜稲垣早希 | - ピグマリオン - サンモジ |

| - ヒレミンゴ - フーシャオ飯店 - バター★コーンEX | - GAG少年楽団 - バンビーノ - フラワーズオブロマンス - アイロンヘッド - 小泉えり - 嘉門達夫 - 彩羽真矢 - ぴかいち - すち子&真也 - かまいたち | - にしね・ザ・タイガー - チョップリン - 藤崎マーケット - ゆうたい - 月亭太遊と湊町ナイスハーモニー合唱団 - りっぺ - ニューポップオーケストラ - スマイル - 福田麻貴 - ちゃらんぽらん冨好 | - 阿佐ヶ谷姉妹 - 椿 鬼奴 - 古坂大魔王 - ダーリンハニー - がっつきたいか - 瞬間メタル - トップリード - タブレット純 - ムートン - 金谷ヒデユキ - 民秋貴也 | - しずる - アームストロング - ルシファー吉岡 - タイムマシーン3号 - レイザーラモンRG - ウクレレえいじ - アナログタロウ - エルシャラカーニ - ユリオカ超特Q - 西村ヒロチョ - ななめ45° - ホリ - あべこうじ - めおと楽団ジキジキ - エハラマサヒロ - マキタスポーツ - キンタロー。 - ジャルジャル | - 大福 - ZEN - 蟲の集い - ハラヒロ - へんてこりん | - プラスマイナス岩橋良昌 - オテンキ - こがけん |

| - アイロンヘッド - 阿佐ヶ谷姉妹 - AMEMIYA - RGとしあつ野郎 - 井上小公造withギャルダンサーズfeat.DJナベ - インスタントジョンソン - 馬と魚 - 梅小鉢 - SOS - 学天即 - カズマ・スパーキン - カバと爆ノ介 - かまいたち - かりすま〜ず - 祇園 - キュートン - キンタロー。 - クロスバー直撃渡邊 - ケチン・ダ・コチン - 古賀シュウ - こりゃめでてーな - コロコロチキチキペッパーズ - サイクロンZ - サク - サクラライブ - 座長越え - 早苗と藍 | - シマッシュレコード - 霜降り明星 - ジュリエッタ - 瞬間メタル - 湘南デストラーデ - スーパーマラドーナ - すち子&真也 - スマイル - セルライトスパ - ダイキリwithすぽっと金城 - 大福 - ダブルアート - ダブルネーム - タブレット純 - 男性ブランコ - ちゃらんぽらん冨好 - 手賀沼ジュン - 天竺鼠 - てんしとあくま - トット - 土肥ポン太 - どぶろっく - トリテン - どんぴしゃ - 中山功太 - ななめ45° - にしね・ザ・タイガー | - 2700 - 2丁拳銃 - 野性爆弾 - バービーボーイズ - ばいそん - 波田陽区 - ハピネスポッド - 早出明弘 - バンビーノ - ファミリーレストラン - 藤崎マーケット - プラスマイナス岩橋 - プラスマイナス兼光 - ぶらっくさむらい - 平和ラッパ・梅乃ハッパ - ヘッドライト町田 - ポカスカジャン - ミサイルマン岩部 - みなみのしま - 南野やじ - ものいい - やしろ優 - 矢野号 - ゆりやんレトリィバァ - よしんば - ロシアン生まれ - 笑い飯・哲夫 |

| - ハピネスポット - アンドーひであき - TOY - ダブルネーム - パーマ大佐 - ラバボーズ - ドドん - ジョイマン - シマッシュレコード - メカイノウエ - 湘南デストラーデ - エド・はるみ - タブレット純 - パニーニ - マスカレード兄弟 - サイクロンズ - 朝倉小松崎 - 中山功太 - 梅小鉢 - 梅棒 - レイザーラモンRG - たかまつなな - ANZEN漫才 - トップリード - 阿佐ヶ谷姉妹 - まとばゆう - 本田兄妹 - 古賀シュウ - ケチン・ダ・コチン - 大福 - M.Kハマー - インスタントジョンソン - 手賀沼ジュン - プリンセス金魚たかみち - 2700 - どぶろっく - COWCOW - がっつきたいか - ななめ45° - 2丁拳銃 | - セルライトスパ - 天竺鼠 - 守谷日和 - ヘンダーソン - フラワーズオブロマンス - AMEMIYA - かみじょうたけし - ヘッドライト - ゆりやんレトリィバァ - てんしとあくま - タナからイケダ - 悠以 - ラニーノーズ - 中山女子短期大学 - kento fukaya - 霜降り明星 - 田中上野 - ZAZY - 吉田裕&レイチェル - 8.6秒バズーカー - 南野やじ - ギター&真也 - ラフ次元 - 馬と魚 - バンビーノ - サカモト‘s - アイロンヘッド - 矢野号 - 藤崎マーケット - キンニクキンギョ - 笑い飯・哲夫 - ザ・プラン9・ヤナギブソン | - 囲碁将棋 - カナリア |

| - アイロンヘッド - 阿佐ヶ谷姉妹 - アマレス太郎 - AMEMIYA - 井上マー - インスタントジョンソン - 梅小鉢 - クマムシ - 高校ズ - こがけん - サイクロンZ - ジョイマン - すゑひろがりず - スキンヘッドカメラ - たかまつなな - 田中上野 - タブレット純 - チョコレートプラネット - ドドん - どぶろっく - 鳥居みゆき&手賀沼ジュン - 中山功太 - 2700 - 2丁拳銃 - パーマ大佐 - バンビーノ - 武家の女 - マツモトクラブ - まとばゆう - メカイノウエ - ラブレターズ - レイザーラモンRG | - ANZEN漫才 - 命尽きるまで - 馬と魚 - エグイフタリ（矢野勝也、ちゃらんぽらん冨好） - 学天即 - かまいたち - クロスバー直撃 - kento fukaya - ザ・プラン9 - ZAZY - さや香 - 島田一の介&吉田裕&松浦真也 - 霜降り明星 - シャンプーハットこいで - ジュリエッタ - スマイル - セルライトスパ - 大自然 - 田口合唱団 - ダブルアート - チャモロ - てんしとあくま - トット - 中山女子短期大学 - ビコーン! - 藤崎マーケット - ヘッドライト - ヘンダーソン - マルセイユ - 矢野号 - ゆりやんレトリィバァ - 吉田裕&レイチェル - ラニーノーズ - ラフ次元 | - 山田健人（ラニーノーズ） - ななめ45° |

| - アキナ - 命尽きるまで - 馬と魚 - 学天即 - 祇園 - クロスバー直撃 - 霜降り明星 - スマイル - セルライトスパ - 大自然 - 田口合奏団 - てんしとあくま - 読点 - トット - 中山女子短期大学 - 爆ノ介 - ハリード - ピュアピュアズ - ヒューマン中村 - フースーヤ - プードル - 藤崎マーケット - プリマ旦那 - ヘッドライト - ヘンダーソン - ヘンダーソン子安 - マルセイユ - みう - ミキ - ミルクボーイ - 守谷日和 - ヤンシー&マリコンヌ - ゆりやんレトリィバァ - 吉田たち - 吉田裕&レイチェル - ラニーノーズ - ラフ次元 | - ASH&Dコーポレーション - AMEMIYA - ANZEN漫才 - オジンオズボーン篠宮 - COWCOW - カゲヤマ - 狩野英孝 - カミナリ - カンフーガール - くりおね - こがけん - サイクロンZ - ZAZY - さらば青春の光 - 三拍子 - ジャパネーズ - 湘南デストラーデ - すずきはやと - せつこ - 田中上野 - タブレット純 - 超新塾 - 椿鬼奴 - 手賀沼ジュン - ナイツ - 永野 - 中山功太 - ななめ45° - 2700 - 8.6秒バズーカー - パニーニ - パーマ大佐 - バンビーノ - ペレ草田 - まとばゆう - もりせいじゅ - ゆきち - レイザーラモン |

| - ねこ屋敷 - 吉田裕&レイチェル - ヤンシー&マリコンヌ - てんしとあくま - プリマ旦那 - ヘッドライト - ベルサイユ - 見取り図 - サイクロンZ - 土肥ポン太 - フースーヤ - ラニーノーズ - メンバー - 8.6秒バズーカー - ちゃらんぽらん冨好 - ラフ次元 - タナからイケダ - ミキ - 中山功太 - ゆりやんレトリィバァ - デルマパンゲ - 守谷日和 - タンブリン大サーカス（団長安田（安田大サーカス）、代走みつくに、華井二等兵） - おたまじゃくし - 中山女子短期大学 - 祇園 - ヘンダーソン - 吉田たち - ヘッドライトwithアキラ - つぼみ - 馬と魚 - セルライトスパ - スマイル - 田口合奏団（ダブルアート・タグ他） - さや香 - トット | - Co.慶応 - マジメイト大槻 - オジンオズボーン - まとばゆう - アイロンヘッド - 超新塾 - パニーニ - ZAZY - 学天即 - まほ&チャンス - パーマ大佐 - 田中上野 - 手賀沼ジュン - みさわ大福 - バンビーノ - 東京テレフォニカ - 阿佐ヶ谷姉妹 - 三拍子 - 兜蟹 - 石出奈々子 - アキラ100% - きつね - ユースフルデイズ - ニッチェ - ロングアイランド - 新作のハーモニカ - ななめ - Groovy Rubbish - シティホテル3号室 - どぶろっく - イージードゥダンサーズ - おばたのお兄さん | - 霜降り明星 - 湘南デストラーデ |

| - 馬と魚 - お見送り芸人しんいち - 学天即 - キャツミ - キンニクキンギョ - ザ・プラン9 - さや香 - サンドロップ - 清水なおこ - 新作のハーモニカ - スマイル - セルライトスパ - デルマパンゲ - 天才ピアニスト - てんしとあくま - トット - 中山女子短期大学 - ねこ屋敷 - 爆ノ介 - フースーヤ - ぶるぼん - ヘッドライト - ベルサイユ - ヘンダーソン - 松浦景子 - マルセイユ - 見取り図 - メンバー - 守谷日和 - ヤンシー&マリコンヌ - 吉田たち - ラニーノーズ - ラフ次元 - 令和喜多みな実 | - アイロンヘッド - アキラ100％ - イージードゥダンサーズ - Orange Planet - 怪奇!YesどんぐりRPG - きつね - Groovy Rubbish - こがけん - サーフボードストレッチ - サイクロンZ - シティホテル3号室 - ジャパネーズ - しゅんしゅんクリニックP - スーパーメロディ - 台風クラブ - 田中上野 - 超新塾 - チョコレートプラネット - とにかく明るい安村 - どぶろっく - 友近・ゆりやんレトリィバァ - ナイツ - 中山功太 - 西村ヒロチョ - ニューヨーク - ネイビーズアフロ - パーマ大佐 - 8.6秒バズーカー - バンビーノ - プラス・マイナス - ペレ草田 - ポセイドン・石川 - マジメイト大槻 - 街裏ぴんく - ユースフルデイズ - ゆきち - 夢屋まさる - 四千頭身 |

| - アイロンヘッド - AMEMIYA - うしろシティ - Aぇ! group（草間リチャード敬太、佐野晶哉） - オジンオズボーン 篠宮暁 - お見送り芸人しんいち - きつね - キャツミ - Groovy Rubbish - こがけん - 五次元のシャボン玉（てんしとあくま かんざき、爆ノ介） - SAKURAI | - さや香 - サンザンオッサンスターズ（まるむし商店 東村雅夫、ちゃらんぽらん冨好、矢野・兵動 矢野勝也、川畑泰史） - シティホテル3号室 - ジャングルポケット - 新作のハーモニカ - スプリングシュリンプ（ZAZY、トニーフランク） - スマイル - 台風クラブ - チェリー大作戦 - 超新塾 - 天才ピアニスト - 錦鯉 | - にゃんこスター - ねこ屋敷 - パーマ大佐 - ベルサイユ - マツモトクラブ - Mr.シャチホコ - 夢屋まさる - ゆりやんレトリィバァ - 吉田たち - レイザーラモン、松浦真也、ゆりやんレトリィバァ、見取り図 盛山、トット 桑原、守谷日和 - 令和喜多みな実 |

| - アイロンヘッド - アキラ100％ - ウーウェイよしたか（スマイル）、田中一彦（スーパーマラドーナ）、よじょう（学天即）、伊織（からし蓮根） - ウラシマンタロウ - Everybody - エルフ - オジンオズボーン - おたまじゃくし - お見送り芸人しんいち - お見送りホテイソン（お見送り芸人しんいち、東京ホテイソン） - 怪奇!YesどんぐりRPG - 海獣クラブ - COWCOW - 学天即 - きつね - キャツミ - 金の国 - Groovy Rubbish - kento fukaya - こがけん - 五次元のシャボン玉 - 小林ゆう - ゴリラコーポレーション - コロネケン | - サーフボードストレッチ - SAKURAI - ZAZY - THE 南無ズ - サンザンオッサンスターズ - シティホテル3号室 - シマッシュレコード - シャルロット - ジュリエッタ - 新作のハーモニカ - スーパーメロディ - スマイル - ダブルアート - ダブルヒガシ - チェリー大作戦 - 超新塾 - 天才ピアニスト - トニーフランク - 中山功太 - 中山功太、久保田かずのぶ（とろサーモン） - 中山女子短期大学 - なにわスワンキーズ - ニッポンの社長 - ネイビーズアフロ | - ねこ屋敷 - ハイトーン兄弟（スーパー3助、ほしのディスコ） - 春とヒコーキ - ハレルヤ緒方 - BPM128（大村ジーニアス、ヴァニ） - フースーヤ - 武将様とゴエ爺（ミサイルマン岩部、浅越ゴエ） - フタリシズカ - ヘンダーソン - ホーリーオーギー（パーマ大佐、アイドル鳥越、ワールドヲーター） - ホロッコこまり - ミクミクサイダー（河邑ミク、森本サイダー） - メンバー - 守谷日和 - ヤンシー＆マリコンヌ - 吉田たち - らいken（今井らいぱち、kento fukaya） - ラニーノイズ - ラブレターズ - レイザーラモンRG with あるあるメタルオールスターズ - ロングコートダディ |

## 特別番組
- 初のスピンオフ・年始特番として、『新春!真夜中の歌ネタ王決定戦』（2019年1月5日）[31][32]が放送された。審査員にかまいたちと新垣隆を迎え、歴代準決勝以上進出者が参戦。投げ銭方式の審査により、守谷日和が21万5500円で優勝、同額を優勝賞金として獲得した。
- 審査員の清塚が2019年4月からMCを務めていた『+ music』（事前収録による音楽番組で2021年3月に終了）では、2020年に『清塚的歌ネタ王決定戦』を随時開催。ファイナリスト経験者などが出演したうえで、清塚単独の審査によって優勝者を決めていた。
  - 2020年3月17日放送分：『清塚的歌ネタ王決定戦2020』[33]
    - 前年（第7回）のファイナリストがスタジオで歌ネタを披露した結果、第6回チャンピオンのメンバーが優勝。メンバーは、優勝が決まった後に、清塚のピアノ演奏とのコラボレーションによる歌ネタを披露している。

  - 2020年6月9日放送分：『清塚的リモート歌ネタ王決定戦2020』[34]
    - 新型コロナウイルス感染拡大の影響で、ファイナリスト経験者などが自宅や所属事務所からの中継で歌ネタを披露する「リモート方式」を導入した結果、アイロンヘッド辻井が優勝した。辻井には、スタジオゲストの藤崎マーケットから、田崎が個人で運営するYouTubeチャンネルへの出演権が副賞扱いで贈られた。

  - 『清塚的歌ネタ王決定戦』以外にも、第8回の決勝前週（2020年9月7日未明）に『歌ネタ王2020直前企画』を放送。「思い出の曲にまつわるトークをスタジオで披露する」という名目の下に、過去のチャンピオンから藤崎マーケットとメンバーをスタジオに招いたうえで、受賞時に披露した歌ネタのポイントを自身で解説させていた。

## 関連番組
2013年
- 歌ネタ王TV（1月18日 - 5月17日、MBS）（未明帯の5分番組）
  - MC：DJコヤーブ（小籔千豊）、ベップー（今別府直之）
  - ナレーション：花井なお
  - キャラバン隊：すち子（すっちー）、真也（松浦真也）
  - 歌ネタガールズ（2月6日結成）：アエリー（池田愛恵里）、あやたん（柴田綾）、いばーん（射場久美子）、えみっぺ（優木瑛美）、くるみん（木内くるみ）、ゆめちゃん（佐藤夢）

- もうすぐ歌ネタ王決定戦（5月18日13:54 - 14:00）

2014年
- 歌ネタエンジェルズ（5月22日発表）：池田愛恵里、柴田綾、優木瑛美、木内くるみ、佐藤夢
- 激突!歌ネタSHOW（8月30日16:00 - 17:00）
  - ナビゲーター：清水ミチコ

2015年
- 9月9日は歌ネタ王!（9月1日 - 8日）（未明帯の3分番組）
- 明日決定!歌ネタの星（9月9日1:35 - 2:35）

2016年
- いよいよ歌ネタ王決定戦2016〜準決勝の激闘すべて見せますSP〜（8月31日23:58 - 9月1日0:53）
- 2015 決勝直前!ところで昨年のことは覚えてる?SP!（9月3日13:54 - 15:58）

2018年
- 王者が認める漫才師（2018年8月28日0:30 - 1:29）

## スタッフ

### 第9回放送分
- 主催・運営：歌ネタ王決定戦2021事務局
- 構成：友光哲也、田中孝晃、服部裕也
- ナレーション：若本規夫
- 技術
  - TM：喜多良平
  - TD/SW：上田一路（以前はカメラ、第7回はTD）
  - SW：桜井康行
  - カメラ：福永卓真
  - VE：星田裕司
  - 照明：木村圭佑
  - 音声：田中聖二、外島真由美
  - PA：東光信
  - 音効：磯部光
  - VIZ：正冨大樹、西田恭敬（西田→第7,9回）
  - CG：紀野伸子、田中裕司
  - VR：吉田和之（以前は照明）、妹尾宗一郎（第8回はVR）
  - VTR：大泉弘史
  - 技術協力：放送映画製作所、関西東通、音選屋、アスカプロダクション、アーチェリープロダクション、サウンドエースプロダクション、よしもとブロードエンタテインメント
- 編集：北村真智子、佐藤雅哉、村井充、加田晃紀
- MA：山本大輔
- 美術：中西勇二（第1回はデザイン）、木村真千子
  - 美術進行：藤上幸作
  - タイトル：玉川愛美、高橋涼、杉浦菜帆
  - 美術協力：毎日舞台、高津商会、ヒビノ、新光企画、教映社、ギミック、藤貴園芸、モア、堺かつら、東京衣裳、京阪商会、ステッププラン、MBS企画、タイトルラボ
- 宣伝：水野愛美、真壁正彦、稲付晴日
- 編成：川上裕
- デジタル：塩濱誠彦、後藤友里
- TK：浜川鮎美
- テロップ：橋本梢
- カラオケ音源協力：第一興商（以前は制作協力）
- 協力：花蓬会、dalnaRl(旧：DVTV)、レッドウルフ、戯音工房、イノセント、ステージプランニング、イングス、つむら工芸、ビープス、オフィスきらきら、ウエスト（da・戯音・イノ・イングス・つむら・きらきら・ウエスト→以前は制作協力）
- AP：石井カオリ、上谷真璃、巴千賀音、森田美琴
- FD：八友規周・小早川竜哉（レジスタx1）、渡邊恒史（渡邊→第1,8回はFD►ディレクター）、明智亮太（明智→以前はAD）、楠原宝子、重見のどか、馬郡千尋
- ディレクター：槫松佑真・遠藤雄樹・津嶋綾葉（津嶋→以前はAD）・増井一徳・福井彩音・岩下岳周（岩下→第7回はFD）（MBS）、赤井直樹、大谷鋭周、中井英雄・大浦未来（大浦→第8回はFD）（よしもとブロードエンタテインメント）、田中啓太郎、中村俊之（dalnaRl）、吉良哲平（オフィスきらきら、以前は予選D兼務、AD）
- 総合演出：亀山陽平（MBS、第9回、以前はディレクター）
- プロデューサー：松本みゆき・中村武史・清水涼平（MBS、松本→第8回-、以前はAP、中村・清水→第9回、中村→以前はディレクター、清水→第4-8回は総合演出、以前はディレクター）、坂口大輔、真鍋理恵（真鍋→以前はAP）、鷲見演博（鷲見→第8回-）
- チーフプロデューサー：長富剛（MBS、第8回はプロデューサー、以前もチーフプロデューサー）
- 制作：岡墻正芳（MBS、第8回はプロデューサー）
- 制作協力：よしもとブロードエンタテインメント
- 制作：MBS、吉本興業（旧：よしもとクリエイティブ・エージェンシー）
- 製作著作：MBS

### 過去のスタッフ
- 構成：森、くらやん、城田和哉、上地茂晴、和田義浩
- 予選審査員（50音順）：遠藤敬、上地茂晴、柏田眞志、桑原尚志、城田和哉、永峰明、はしもとこうじ、橋本昌人、森、森下知哉、米井敬人、和田義浩
- 予選密着ディレクター：山下純平、岩田充弘、堀田真範、鈴川裕也、柴田伶佑（柴田→第1回はAD）、藤井綾子（藤井→第1回はAD、第2回はFD）、岸下弥生、浅賀善伸、橋本薫、浅田靖、長渕純、山口拓哉、鹿内翔平、佐藤麻衣子、秋葉裕二、大室博一
- 技術
  - TM：永松良仁、竹本友亮（竹本→以前はカメラ）
  - TD/SW：室谷佳宏
  - SW：高石和隆（以前はTD兼務）
  - カメラ：桂将太、永間淳也、當房尚子
  - VE：上原英昭、岩本和也、浜端俊介
  - 音声：中西進二、大谷紗代
  - PA：大北素士
  - 照明：亀井純一郎、平林美穂
  - VIZ：伊藤亮介（第1回はVTR）、村田美紅里、袖山巧、吉村亮、三寺智之（三寺→第7回はVR）
  - VTR：阪本直人
  - CG：京橋範彦、村田英樹
  - VR：松尾光生、草薙晃久、佐野順（佐野→以前はVR、第7回はVIZ）
  - 編集：赤羽直樹、森美鈴、松原裕、渡辺裕也、和久田智世、岸本元博、山下みゆき、林仁美、川上忠士
  - MA：西島弘晃
  - 技術協力：ウィッシュ、エキスプレス、トラッシュ、よしもとブロードエンタテインメント、NTT西日本
- 美術
  - 美術：内田公幸、本田葉子
  - タイトル：森下枝里子、川原純、井上洸佑
  - 美術協力：アックス、壮栄社、アイデアリミックスクラブ、三恵美術商会
- 宣伝：冨田潤、藤井奈々、菊地崇、村上覚、角田芙希子
- 編成：八木航平、長谷川昌男（長谷川→第1回はエグゼクティブプロデューサー）、川原秋呼、向功、藤島淳史、藤原大輔
- デジタル：北川翼、青木良
- WEB：荒木崇
- TK：森田弘美
- 協力：クリエイティブ・ジョーズ、ホーリーズエンタープライズ、東通企画、ザ・ワークス、かえるフィルム、すきな、マウス、チョコフィルム、サウンドエフェクト、デラックスキッズ
- 特別協賛：マルハン
- 特別協力：北海道放送、中部日本放送、RKB毎日放送、nanairo、DAIKO
- AD：森崎瞳、笹山大生
- AP：田中理沙、桑島敦子、並河由夏、新免奈々、南沙織・三島綾乃・百田咲子（よしもとブロードエンタテインメント）
- FD：中井啓介、古田隆文、安達澄子、柴田伶佑、辻あゆみ、影山輝之、佐藤有那（以前はAD）、中野有彩、西英太郎（レジスタx1）、奥田香穂・秋本里帆（よしもとブロードエンタテインメント）、瀬尾朱音、吉村えみり、月本純暉（レジスタx1）、朝比奈夢花、盛田南美
- ディレクター：赤澤友基（MBS）、安達澄子、山下純平、金津巧、薄井大介、堀田真範、細慶行（MBS）、松原裕、浅田靖、高尾慧子、佐藤麻衣子（予選D兼務）、前等、久世恵太、下濱大史（以前はAD）、渡邊美幸（以前はAD）・海老桂介（MBS）、坂上諒・岩田充弘（よしもとブロードエンタテインメント、中井・岩田→以前はFD）、関谷祐輔・平岡大希・氏家聡志・糊田裕（糊田→以前はAD）・竹内成修・中森暢孝（MBS）、尾崎洋仁、竹本明香（よしもとブロードエンタテインメント）
- 総合演出：林智也（MBS）
- プロデューサー：京原雄介（MBS）、田尻麻衣、中澤晋弥、紺田啓介、島和也、藤原真美（藤原→第5回までディレクター、第2回は予選D兼務）、金丸貴史（第8回）
- チーフプロデューサー：新堂裕彦（MBS、第4-8回）、村野裕亮、仲良平
- 制作協力：ゾフィープロダクツ（ゾフィー→以前は協力）、すくらんぶる、レジスタX1

## 放送局
| 年              | 放送地域       | 放送局                | 系列    | 放送日時                        | 備考        |
| --------------- | -------------- | --------------------- | ------- | ------------------------------- | ----------- |
| 2013年（第1回） | 近畿広域圏     | 毎日放送（MBS）       | TBS系列 | 5月18日 14:00 - 15:54           | 制作局      |
| 2013年（第1回） | 中京広域圏     | 中部日本放送（CBC）   | TBS系列 | 5月18日 14:00 - 15:54           | 同時ネット  |
| 2014年（第2回） | 近畿広域圏     | 毎日放送（MBS）       | TBS系列 | 9月3日 19:56 - 21:54            | 制作局      |
| 2014年（第2回） | 山口県         | テレビ山口（tys）     | TBS系列 | 9月3日 19:56 - 21:54            | 同時ネット  |
| 2014年（第2回） | 長崎県         | 長崎放送（NBC）       | TBS系列 | 9月3日 19:56 - 21:54            | 同時ネット  |
| 2014年（第2回） | 福岡県         | RKB毎日放送（RKB）    | TBS系列 | 9月13日 15:00 - 17:00           |             |
| 2014年（第2回） | 関東広域圏     | TBSテレビ（TBS）      | TBS系列 | 9月17日 2:20 - 3:20（16日深夜） | 1時間編集版 |
| 2014年（第2回） | 鹿児島県       | 南日本放送（MBC）     | TBS系列 | 10月22日 19:56 - 21:54          |             |
| 2014年（第2回） | 愛媛県         | あいテレビ（ITV）     | TBS系列 | 11月2日 15:00 - 17:00           |             |
| 2014年（第2回） | 山形県         | テレビユー山形（TUY） | TBS系列 | 12月3日 19:56 - 21:54           |             |
| 2014年（第2回） | 岡山県・香川県 | 山陽放送（RSK）       | TBS系列 | 2015年2月7日 14:05 - 16:00      |             |
| 2015年（第3回） | 近畿広域圏     | 毎日放送（MBS）       | TBS系列 | 9月9日 19:56 - 21:54            | 制作局      |
| 2015年（第3回） | 熊本県         | 熊本放送（RKK）       | TBS系列 | 9月9日 19:56 - 21:54            | 同時ネット  |
| 2015年（第3回） | 関東広域圏     | TBSテレビ（TBS）      | TBS系列 | 9月17日 2:23 - 3:23（16日深夜） | 1時間編集版 |
| 2015年（第3回） | 広島県         | 中国放送（RCC）       | TBS系列 | 9月21日 13:55 - 15:50           |             |
| 2015年（第3回） | 新潟県         | 新潟放送（BSN）       | TBS系列 | 10月4日 14:54 - 16:54           |             |
| 2015年（第3回） | 石川県         | 北陸放送（MRO）       | TBS系列 | 10月7日 19:56 - 21:54           |             |
| 2015年（第3回） | 山口県         | テレビ山口（tys）     | TBS系列 | 11月3日 13:55 - 15:53           |             |
| 2015年（第3回） | 山梨県         | テレビ山梨（UTY）     | TBS系列 | 11月4日 19:56 - 21:54           |             |
| 2015年（第3回） | 山形県         | テレビユー山形（TUY） | TBS系列 | 11月25日 19:56 - 21:54          |             |
| 2015年（第3回） | 長野県         | 信越放送（SBC）       | TBS系列 | 12月16日 19:56 - 21:54          |             |
| 2015年（第3回） | 愛媛県         | あいテレビ（ITV）     | TBS系列 | 12月16日 19:56 - 21:54          |             |
| 2016年（第4回） | 近畿広域圏     | 毎日放送（MBS）       | TBS系列 | 9月7日 19:56 - 21:54            | 制作局      |
| 2016年（第4回） | 青森県         | 青森テレビ（ATV）     | TBS系列 | 9月7日 19:56 - 21:54            | 同時ネット  |
| 2016年（第4回） | 福岡県         | RKB毎日放送（RKB）    | TBS系列 | 9月7日 19:56 - 21:54            | 同時ネット  |
| 2017年（第5回） | 近畿広域圏     | 毎日放送（MBS）       | TBS系列 | 9月20日 19:56 - 21:54           | 制作局      |
| 2017年（第5回） | 福岡県         | RKB毎日放送（RKB）    | TBS系列 | 9月20日 19:56 - 21:54           | 同時ネット  |
| 2018年（第6回） | 近畿広域圏     | 毎日放送（MBS）       | TBS系列 | 9月19日 20:00 - 21:57           | 制作局      |
| 2018年（第6回） | 広島県         | 中国放送（RCC）       | TBS系列 | 10月2日 0:11 - 2:08（1日深夜）  |             |
| 2018年（第6回） | 熊本県         | 熊本放送（RKK）       | TBS系列 | 2019年9月15日 13:54 - 15:54     |             |
| 2019年（第7回） | 近畿広域圏     | 毎日放送（MBS）       | TBS系列 | 9月18日 20:00 - 21:57           | 制作局      |
| 2019年（第7回） | 沖縄県         | 琉球放送（RBC）       | TBS系列 | 11月20日20:00 - 21:57           |             |
| 2020年（第8回） | 近畿広域圏     | 毎日放送（MBS）       | TBS系列 | 9月16日 20:00 - 21:57           | 制作局      |
| 2021年（FINAL） | 近畿広域圏     | 毎日放送（MBS）       | TBS系列 | 9月29日 20:00 - 21:57           | 制作局      |

## 配信
- 第5回（2017年）以降、MBS動画イズムやTVerなどで見逃し配信（期間限定）が行なわれている。
- 第5回以降のアーカイブはMBS動画イズム、Paraviで配信されている（サブスクリプション方式）。

## エピソード
- 『女の子宣言! アゲぽよTV』（2013年2月27日・3月6日）で、アゲぽよガールズメンバーによる「アゲぽよ歌ネタ王」が行われ、立花理香が優勝した。なお『歌ネタ王決定戦2013』には「アゲぽよ歌ネタ王」に参加したアゲぽよガールズのうち、うつだあずみ以外のメンバーがエントリーした[36]。
- 松竹芸能所属芸人による前哨戦的イベント「歌え松竹 歌ネタ王決定戦」（2013年3月1日）が行われ[40]、ビーグル38[36]が優勝した[41]。
- 『痛快!明石家電視台』（2014年9月12日）で、2014年度ファイナリスト（すち子は欠席）にゲストのコージー冨田と小島よしおを加えて「小ネタ王決定戦」が行われ、大福が優勝、賞金は1万円だった。なお歌ネタ王決定戦番組内で行われなかった優勝者への賞金授与も行われた[42]。
- MBSのキー局であるTBSテレビでも、本番組のチャンピオンが同名義で参戦する企画が不定期に行われている。
  - 『水曜日のダウンタウン』では、歴代大会チャンピオン・ファイナリストなどが参戦して「替え歌最強トーナメント」が行われている。第1回（2014年11月26日）ではどぶろっく[43]、第5回（2019年11月6日）では阿佐ヶ谷姉妹が優勝した。
  - 2020年9月26日に放送された単発長時間特番『お笑いの日2020』では、「音ネタFES〜OTO-NETA-FES〜」パートでこの年の優勝者であるさや香が決勝戦と同じネタを披露した。ネタにはエキストラとして高校生のダンサーも参加しており、石井曰く「完全版が出来た」とのこと[44]。
- 『ちちんぷいぷい』（2015年10月14日・15日）にCOWCOW（14日）と中山功太（15日）が出演。優勝決定翌日に出演予定だったが、鬼怒川決壊のニュースにより番組内容を大幅に変更したため、出演日が大幅に遅れることとなった。
- 2020年の第8回に参加したAぇ! group（メンバーから草間リチャード敬太と佐野晶哉が出場）は、ジャニーズ事務所からの参加者で初めて準決勝に残ったことから、決勝当日（9月16日）の本番前に関西ローカルで放送された『ミント!』の「ナゼトキ」（17時台後半の調査取材コーナー）で特集。準決勝を突破できた場合に決勝で披露する予定だった歌ネタのVTRも、特別に流された。なお、草間と佐野による第8回への挑戦は、8月20日（木曜日）放送分の『ちちんぷいぷい』でも「今日のダレ? WHO ARE YOU?」内で取り上げられている。